# 星艦奇航記的文化影響

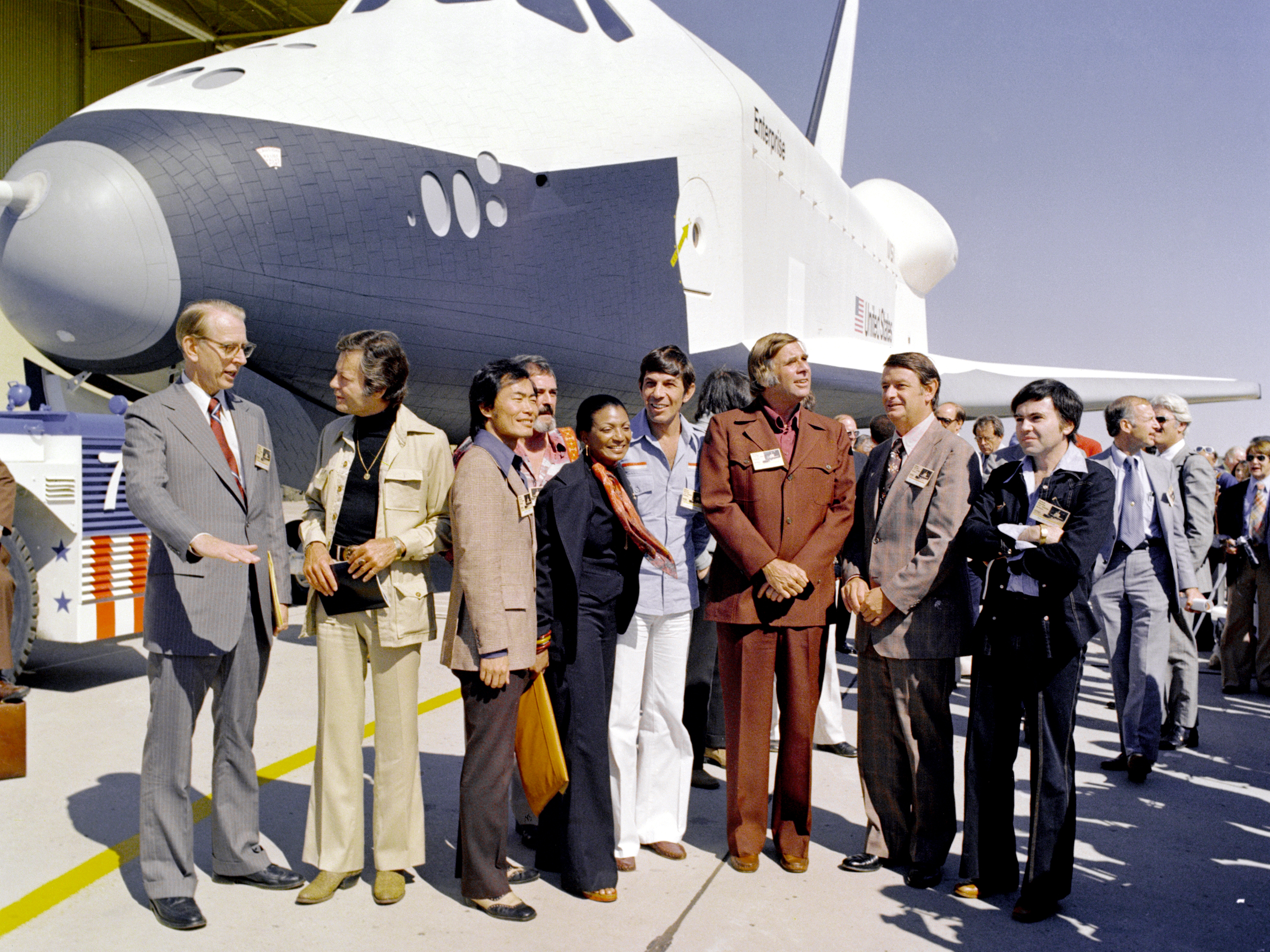
企业号航天飞机与《星际迷航》演员。

吉恩·羅登貝瑞（Gene Roddenberry）是政治平等主義的狂熱擁護者，常常在影集裡宣揚他對一個基於平等原則的未來社會的願景。知名的女性航員，烏蘇拉（Uhura, 由妮雪兒·尼柯斯（Nichelle Nichols）所飾演），是第一個在美國電視頻道飾演主要角色的非裔美國人之一。在第二次世界大戰結束的短短二十年後，《星艦奇航記》裡就有亞洲血統的軍官光·蘇魯（Hikaru Sulu，由喬治·竹井（George Takei）飾演）。在第二季裡並加入了一位俄羅斯人角色，帕夫·契可夫（Pavel Chekov，由華特·科寧格（Walter Koenig）飾演）。
現代的觀眾可能會發現，跟今日的標準相較，較早的系列影集對於少數民族和女性的描寫有所偏見。可是這個節目在當時可是很先進和大膽的。《星艦奇航記》在美國最早聲名大噪的一件事是讓一個白人和一個黑人在電視上接吻。在「柏拉圖的繼子女」（Plato's Stepchildren）這一集裡，科克艦長和烏蘇拉遭到心靈控制，非自願地，但是他們的嘴唇還是相碰了，雖然這裡面沒有任何情欲。
後來的系列影集也是致力於反對陳腔濫調。《銀河飛龍》讓一個禿頭男子擔任主角；《銀河前哨》讓黑人當主角；《重返地球》則是有一位女艦長。此外，在《星際爭霸戰》裡用來影射現實生活裡的蘇聯以及持續進行的冷戰的克林貢人，在《銀河飛龍》裡則變成盟友以及主要角色之一。這也預示了冷戰的終結，就在柏林圍牆崩毀的兩年前。
多年來，《星艦奇航記》系列影集從未公開描寫過男同性戀和女同性戀的人類角色，儘管來自同性戀與支持同性戀的影迷們不斷地請求加入這一類型的角色。雖然羅登貝瑞承諾會加入同性戀角色，可是直到1991年他過世之前，這個諾言一直沒有實現。然而，在《銀河前哨》的一集「團圓」（Rejoined）裡有兩位女性角色的接吻場景。許多星艦迷們把這一集解讀為對同性關係的承認。說句公道話，值得注意的是，在許多其他科幻小說或是幻想故事的連鎖事業裡（例如：《星際大戰》），這個議題總是被刻意避過。
《銀河飛龍》影集裡引介了更多關於《星艦奇航記》宇宙的資訊。星際聯邦因為有先進的複製器科技，所以有充裕的經濟來源，但是沒有貨幣。勞力、購買、和銷售不再是必需的，匱乏不再限制人們對於物質需求的滿足。貪婪和嫉妒也因此大大地減少。主角們常常解釋說星際聯邦的目的是讓個人和全宇宙都受益。然而，某些資源還是有限的。例如提供曲速引擎和複製器科技動力的物質，所以星際貿易仍然很普遍。
在系列影集裡遇到的許多外星種族不管是外形或者是人際關係方面都跟人類很相像，也可能有不同種族間的混血兒。在《銀河飛龍》裡的一集「追逐」（The Chase）裡解釋說，銀河系裡的許多原始星系在很久以前就被一個稱為「宇宙旅者」（Spacefarers）的古老種族所「播種」，以便他們這個瀕臨滅種的生物可以在銀河的各個角落，以各式各樣的形式生活下去。
原始《星艦奇航記》的影迷們一般自稱為「Trekkies」。當《銀河飛龍》開始製播的時候，這個稱謂變成一種暗示，指的是一種令人討厭（Nerdy）的盲目信仰，而被某些人認為是輕蔑。因此，一些新系列影集的影迷們決定自稱為「Trekkers」。之後這兩個名詞變成可以互通。
在羅登貝瑞死於1991年之後（事實上是一段時間之前就開始），有越來越多的象徵讓一些星艦迷把整個星艦系列連鎖事業不僅僅是視為一個單純的娛樂，而是把羅登貝瑞的觀念幾乎當成一種宗教。第一個證明是一些星艦迷對《銀河前哨》與它對未來多阻礙與缺乏正面性觀感的負面回應，導致某些影迷們指控劇集的製作人們（尤其是羅登貝瑞的後繼者瑞克·博曼）褻瀆了他們心目中的神。之後的系列影集，如：《重返地球》，特別是《星艦前傳》，以及大部分的電影，都被戴上違反羅登貝瑞原則的大帽子。不過支持者們還是讚揚這些後羅登貝瑞時代的製作人們，例如博曼、布蘭農·布拉加（Brannon Braga）、隆納德·摩爾（Ronald D. Moore）等人，因為他們讓《星艦奇航記》擴展至它的原創人原始夢想之外。

### 流行文化裡的星艦奇航記
由於它的大受歡迎，一些屬於星艦奇航記的觀念與語言慢慢融入了大多數人的文化當中，而可以被視為一種流行文化。一些句子，比方說像是「史考提，把我傳送上去！」（Beam me up, Scotty!）、「吉姆，他已經死了」（He's dead, Jim）、以及「反抗無用」（Resistance is futile）等，被廣泛地熟悉與理解。其他像是曲速引擎（warp drive）、傳送器（transporter）等等也是。然而，「史考提，把我傳送上去！」這個句子卻從未實際上在《星際爭霸戰》的任何一集中被說過。不過在《星艦奇航記動畫版》裡面倒是講過不少次「史考提，把我們傳送上去！」（Beam us up, Scotty!）。
《星艦奇航記》在許多電視影集、電影、以及其他文獻中都曾被參考、模仿（Parody）、嘲諷（Spoof）等等。請參考參考到星艦奇航記的以獲得這些作品的列表。
在1977年，由於星艦迷的遊說，美國太空總署（NASA）將第一艘原型太空梭命名為企業號。
在1990年代初期，蘋果電腦公司的一項將麥金塔作業系統移植到其他非蘋果生產個人電腦的計畫，使用了代碼為星艦奇航記計畫的名稱。因為它的目的是到達「麥金塔前所未至的領域」（where no Mac had gone before）。
1996年，加拿大安大略省發出了一張跟《星艦奇航記》有關的車牌（號碼）。不過在2000年代初期就停止使用了。
在2004年，億萬富翁理查·布蘭森（Richard Branson）宣佈了一項研發第一艘商用太空客機的計畫，維珍銀河航空（Virgin Galactic）。航線第一艘太空船將命名為維珍太空船企業號（VSS Enterprise），第二艘將命名為維珍太空船航海家號（VSS Voyager）。

### 角色扮演的世界
跟星艦迷自製系列的概念一樣，數以千計的人們，逐字創造他們自己的《星艦奇航記》口袋宇宙，並集合他們的朋友們，一起撰寫新的故事與冒險。每個玩家創造一個角色，通常是根據在各個系列當中知名的外星種族（包含克林貢人（Klingon）、瓦肯人（Vulcan）、崔爾人（Trill）、貝塔星人（Betazoid）、以及人類），有的也會扮演比較少見的種族，像是達頓人（Deltan）等等。
每個玩家都會被分配到一個模擬情境或是一個平台裡的航員角色。每個模擬情境代表一個星際基地、一艘星艦、或是一個殖民地等等。最常見的情況是玩家們扮演在一艘星際艦隊船隻上面的航員，比較少見的情況是玩家扮演的航員在一個星際艦隊基地，或是一個行星上的設施。
遊戲進行的方式是每個航員自行撰寫一些稱為「貼文」的小故事，然後分送（通常是透過電郵）給其他的航員們閱讀。這些貼文是作者們所扮演的角色，按照他們所在的特定模擬情境，對於一些遵循著中心故事線發展的事件所做的反應。舉例來說，如果他們的星艦遭到攻擊，扮演工程師角色的可能會寫一篇提到他修復護盾產生器過程的貼文；扮演作戰軍官的會寫到他試圖使用光砲（phaser）摧毀敵方武器的過程。扮演醫官的可能會寫到試著治療傷者的部分，在這裡有無限的可能性。
其他的作者同時也會根據他們角色的觀點來創作他們的貼文。分送貼文的方法有很多種，包括：
- 所有的貼文統一寄到一個中心電郵地址，讓遊戲主持人（Game Master，通常會扮演艦長的角色）閱讀，修改互相矛盾的部分，校對拼字或是文法錯誤等等，然後用電郵分送給每個航員。
- 貼文由作者直接寄給所有其他的航員。（通常會使用郵件論壇（Mailing List）來進行，例如：雅虎群組（Yahoo! Groups），台灣叫做奇摩家族）
- 貼文可能會張貼在某個電子佈告欄上。
- 舉行一場即時互動交談（聊天室），時間由艦長或是遊戲主持人決定。（大家的玩法都不一樣，有的玩家們會讓遊戲主持人以外的擔任艦長）

貼文不光只是特定角色進行普通任務的短篇故事，它還包含了更多東西。玩家們被鼓勵在他們的貼文裡提到跟其他角色的互動。角色們之間也會建立友情與其他關係。有些遊戲模擬情境的主題是戀愛。正如其他說故事的媒介一樣，人物的發展過程也是受到大大地鼓勵。在許多高品質的遊戲裡，玩家寫了某些角色寫了好幾年，看著這些角色隨著時間的流逝成長與改變。
在這個媒介裡，說故事的經驗也被強化了，因為不像電視影集和電影，這裡沒有預算和時間的限制。而且，劇情線並不限於只能描述少數角色的活動。遊戲經常包括5到10個，甚至20個以上的作者和角色。而且每個都可以參與任一條故事線，而且能對劇情提供極大的貢獻。（跟系列影集裡不同，劇情的走向不是由某些收視率較高的主角所主導，即使他是新進成員也能擔當最舉足輕重的角色）（譯註：大概是在罵衛斯里這個角色）
這個媒介也允許星艦迷們重新探索一些老地方，這些老地方在許多系列影集裡可能只出現了幾次。有些故事提到星艦被帶入鏡射宇宙裡；或者是拜訪一些只在星際爭霸戰裡出現過的世界，像是由1930年代芝加哥黑幫改編的文明等等；跟以往敵人的戰爭，像是博格人（Borg），羅慕倫人（Romulan），以及多明尼恩人（Dominion）等等。在許多不同的遊戲裡也會創造一些全新的種族與星球。
在大部分的遊戲裡，作者們的角色也會有軍階和所負責的崗位（就像系列影集和電影裡面大部分的角色一樣），隨著遊戲的進行與經驗的成長，他們也會獲得晉升做為獎勵，甚至受勳等等。遊戲成員們也很看重這些獎勵，有些玩家甚至會在即時通訊的交談裡稱呼他們遊戲裡的上級為「長官」（或）。
多年來，許許多多不同的遊戲開始和完結，這一類型的遊戲至少在互聯網上存在十年以上。有的遊戲只包含少數玩家在一艘模擬星艦上，有的規模甚至大到一個艦隊，包含上百個玩家和數十個不同的模擬情境，還有許多規模介於這兩者之間的遊戲。（如果你對艦隊規模的遊戲有興趣的話，自由艦隊 （页面存档备份，存于）是一個有多重遊戲平台和一大群作者的艦隊。）
多年來遊戲進行所使用的媒介也變化了許多。有些是即時交談，通常是在IRC上舉行，有些則是在電子佈告欄或是郵件論壇上。遊戲經驗也是各不相同。有的玩家們是在奇蹟（Prodigy）網頁佈告欄上，有的是在美國線上（AOL）的電子佈告欄。有的玩家們會在電郵為主的方式上採行類似電子佈告欄的方式，也就是有一個中央位置，可以讓成員們觀看他們的貼文，而不是讓遊戲電郵塞爆了他們的收件匣。

## 延伸閱讀
- 星艦奇航記